# Orfeu și Euridice
Orfeu și Euridice (în italiană Orfeo ed Euridice) este o operă de Christoph Willibald Gluck având ca temă mitul lui Orfeu.
Premiera a avut loc la Viena, în 1762, cu un libret în limba italiană și cu rolul titular scris pentru un castrato alto sau contratenor.
În 1774, Gluck revizuiește opera pentru a putea fi cântată de un tenor, schimbând și libretul în limba franceză. Această ultimă versiune este cea care a rezistat în timp. 
 Aria "J'ai perdu mon Eurydice" din actul III s-a păstrat și în repertoriul contemporan, fiind cântată deopotrivă de soprane (Maria Callas), mezzosoprane (Vesselina Kasarova) sau tenori (Juan Diego Florez).